# Día Internacional contra la Explotación Sexual y la Trata de Personas
El  Día Internacional contra la Explotación Sexual y la Trata de Personas se celebra el 23 de septiembre. Fue instaurado por la Conferencia Mundial de la Coalición Contra el Tráfico de Personas en coordinación con la Conferencia de Mujeres que tuvo lugar en Daca, Bangladés, en enero de 1999, organizado por la Coalición Internacional contra el Tráfico de Mujeres. Fue un 23 de septiembre, en el año 1913, cuando se promulgó la primera norma legal en el mundo contra la prostitución infantil: el país pionero fue Argentina con la denominada "Ley Palacios".
La trata de seres humanos consiste en la compraventa y explotación de niños y adultos. Los traficantes explotan la vulnerabilidad de la gente, que puede verse exacerbada por factores como la pobreza, la discriminación, la desigualdad de género, la violencia contra las mujeres, la falta de acceso a la educación, los conflictos étnicos y los desastres naturales.
En el mundo, 1,8 millones de personas sufren la lacra de un delito cuya magnitud y rentabilidad solo es equiparable al tráfico de drogas y de armas.
En un informe de mayo de 2016 la Comisión Europea señala que el tráfico con fines de explotación sexual no se ha abordado de manera eficaz y no ha disminuido.

## Antecedentes

### Ley Palacios
El país pionero fue Argentina: la ley 9.143. La norma es también conocida como la "Ley Palacios” porque fue redactada e impulsada por el diputado socialista Alfredo Palacios y marcó la culminación de una de las luchas más resonantes de la historia contra la esclavización de mujeres para el ejercicio forzado de la prostitución. Esta reglamentación marcó la culminación de una de las luchas más resonantes de la historia contra la esclavización de mujeres, niños y niñas para el ejercicio forzado de la prostitución.
A principios de 1900 operaba la red Zwi Migda una red internacional de delincuentes de origen judío especializada en la red de prostitución forzada de mujeres judías.
El Camino de Buenos Aires se había convertido en la meca de la prostitución mundial. El antiguo Reglamento de Prostíbulos de Buenos Aires, dictado en 1875 únicamente establecía que "no podrá haber en los prostíbulos mujeres menores de 18 años, salvo que se hubieren entregado a la prostitución con anterioridad" por lo que si daban cobertura legal a mujeres prostituidas de cualquier edad, siempre y cuando hubieran sido iniciadas tempranamente.
El 23 de septiembre de 1913, se promulgó en Argentina la primera norma legal en el mundo contra la prostitución infantil denominada "Ley Palacios".

## Datos sobre trata de personas
- En el mundo, 1,8 millones de personas sufren la lacra de un delito cuya magnitud y rentabilidad solo es equiparable al tráfico de drogas y de armas.
- En la Unión Europea se detectaron casi 24.000 víctimas de trata entre 2008 y 2010.
- La trata de seres humanos con fines de explotación sexual sigue siendo, con diferencia, la principal forma de trata en la UE. Según los datos estadísticos para el periodo 2013-2014, se contabilizaron 10 044 víctimas registradas (el 67 % del total de las víctimas registradas) de este tipo de explotación, que afecta sobre todo a mujeres y niñas (el 95 % de las víctimas registradas), aunque algunos Estados miembros han notificado un aumento del número de víctimas de sexo masculino. La mayoría de las víctimas se encuentran en la industria del sexo. La información disponible sugiere que los traficantes están pasando cada vez más de las formas visibles a las formas menos visibles de trata con fines de explotación sexual y que están abusando del estatuto de «trabajador por cuenta propia».[2]  Según Europol, «en los países en que la prostitución es legal y está regulada, es posible que el trabajo sexual se vea afectado por la demanda de mano de obra barata», y en esos países todo «es mucho más fácil para los traficantes que deseen utilizar un entorno legal para explotar a sus víctimas». También están cambiando las pautas, con una transición de las formas visibles a las formas menos visibles de prostitución.[2]

- Seis de cada diez de esas víctimas lo eran de explotación sexual.
- España en 2013 era el segundo país con más casos registrados en la Unión Europea y el negocio de las redes de explotación sexual generaba un beneficio de cinco millones de euros al día.[3]
- Los datos de Eurostat, la oficina estadística europea, advierte de que el 80% de las víctimas europeas de trata de seres humanos son mujeres y niñas y que, en el caso de la trata con fines de explotación sexual, el porcentaje supera el 95%.[5]
- La Comisión Europea señala en 2016 que existen indicios contundentes de que la crisis migratoria ha sido aprovechada por las redes delictivas implicadas en la trata de seres humanos para actuar contra los más vulnerables, en particular las mujeres y los niños. Los traficantes abusan cada vez más de los sistemas de asilo, que no siempre están vinculados a los Mecanismos Nacionales de Derivación. Se ha detectado un aumento preocupantemente pronunciado de las mujeres y niñas nigerianas que parten desde Libia (4 371 entre enero y septiembre de 2015, en comparación con 1 008 en el año anterior, un 80 % de las cuales serían víctimas de la trata según estimaciones de la OIM Italia) 33 , y existe una preocupación general por el creciente riesgo de trata de seres humanos con fines de explotación sexual.[2]

## Posicionamientos
- 2006: La Internacional Socialista de Mujeres aprueba la declaración "Estrategias para prevenir y combatir el tráfico de mujeres".[6]

## Situación por países

### Argentina
En Argentina, el trabajo de Susana Trimarco y de miles de mujeres comprometidas con la misma lucha comenzó a tener mayor conocimiento público de este complejo delito. En función de ello, se promovieron desde el Gobierno nacional importantes reformas institucionales.
En 2008 se promulgó la Ley N° 26.364 para la prevención y sanción de la trata de personas y asistencia a sus víctimas. A partir de allí se federalizó la investigación sobre este delito y hubo más de 60 condenas en todo el país. Por su parte, la Oficina de Rescate y Acompañamiento de Personas Damnificadas por el Delito de Trata, creada ese mismo año, rescató a 9.025 víctimas. A su vez, 1202 personas fueron rescatadas durante 2014.
El alcance de esta norma fue extendido en 2012 a través de la promulgación de la Ley N° 26.842, que amplía la legislación vigente incorporando penas más severas y promueve la visualización y la concientización de esta problemática.
Cada año se conmemora la Semana se trata de no más trata para visibilizar esta problemática.

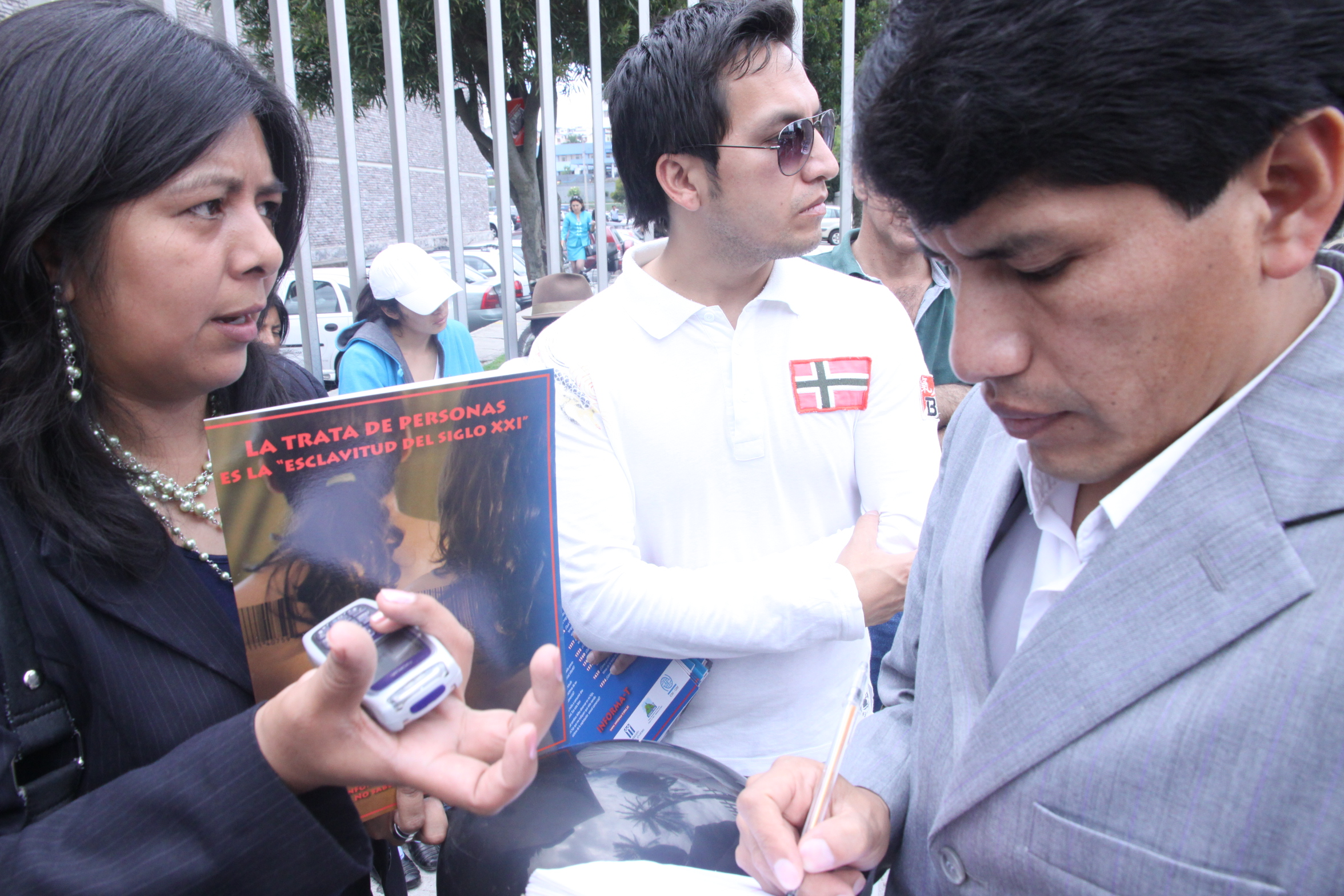
Ecuador: piden reformas penales para que exista mayor sanción por los delitos de trata de personas. Asamblea Nacional de Ecuador

### México
México firmó y ratificó en 2003 el protocolo de las Naciones Unidas para Prevenir, Reprimir y Sancionar la Trata de Personas, Especialmente Mujeres y Niños que obliga a los países firmantes a generar políticas y medidas de combate a este delito garantizando también la protección de las víctimas y colaborar con otros países para combatir la trata.
México es un país de origen, tránsito y destino de la trata de personas y este delito se da a través del Norte y Centroamérica con fines de explotación sexual y trabajo forzado. Los grupos más vulnerables del delito en México incluyen a mujeres y niños, migrantes indocumentados, personas indígenas, campesinos, obreros, trabajadores informales, jóvenes y personas analfabetas o con bajos niveles educativos.
En México la trata es el segundo delito en importancia económica luego del tráfico de drogas según el presidente de la Comisión de Derechos Humanos del Distrito Federal (CDHDF).

### España

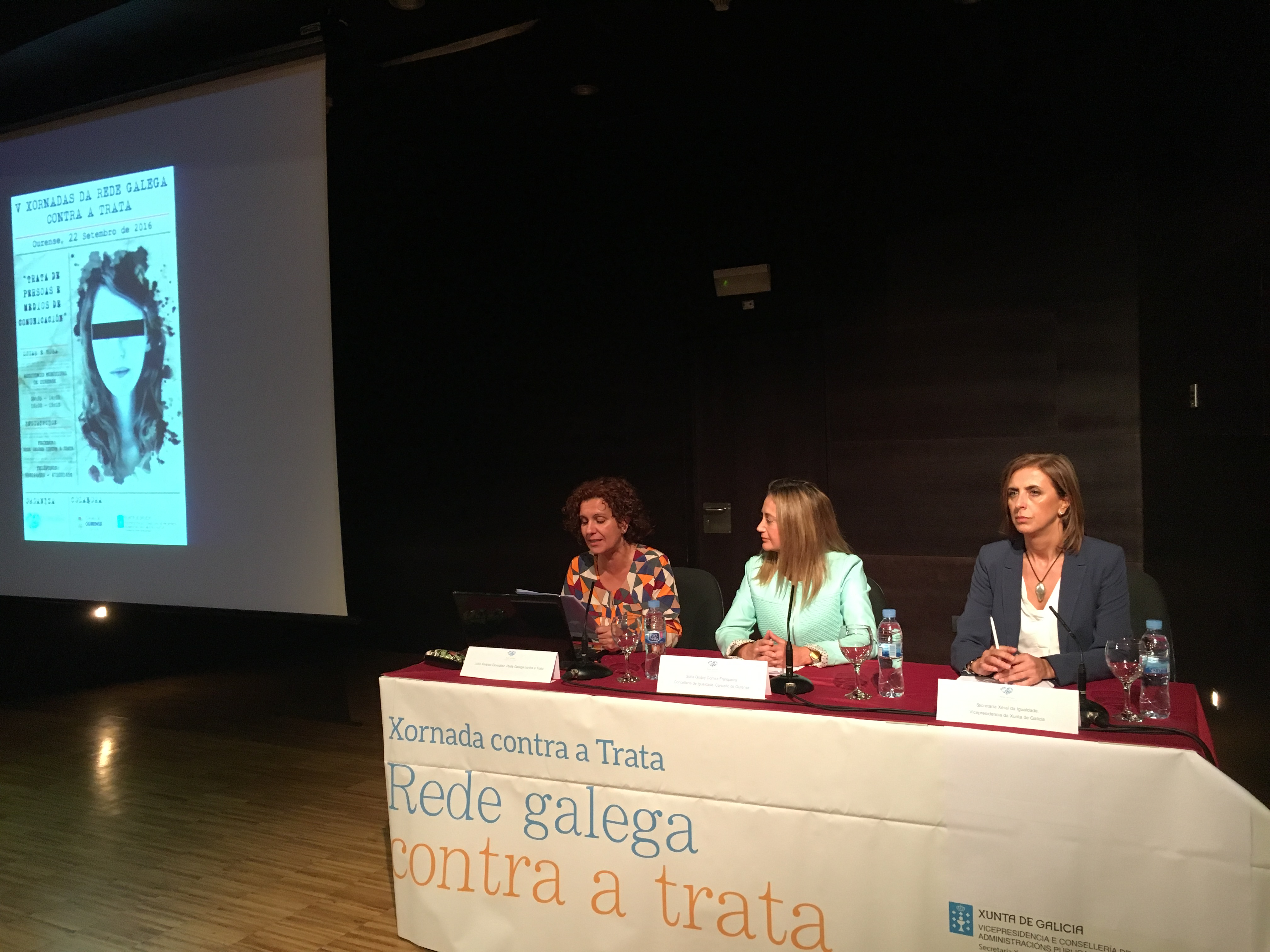
23 de septiembre Día Internacional contra la Trata en Ourense

En 2009 se aprobó el Primer Plan Integral contra la Trata (2009-2011). Posteriormente se aprobó El Plan Integral de Lucha contra la Trata de Mujeres y Niñas con Fines de Explotación Sexual 2015-2018.
Las organizaciones de la sociedad civil implicadas en la lucha contra la trata han creado la Red Española contra la Trata de Personas tras las jornadas de reflexión celebradas en 2004 y 2005 convocadas por ACNUR. Posteriormente, entre diciembre de 2005 y enero de 2006 se trabajó para la creación de una red de trabajo en la que participan Accem, APRAMP, Proyecto Esperanza, Amnistía Internacional, Médicos del Mundo, Women's Link Worldwide, CEAR, Cruz Roja Española, OIM y ACNUR.

### Informes
- Comisión Europea. EUROSTAT (2015). Trafficking in Human Beings in Europe 2015 (Informe de Datos Estadísticos de la UE sobre la Trata de Seres Humanos).[13]
- 4º Informe del Grupo de Expertos contra el Tráfico de Seres Humanos (GRETA) del Consejo de Europa. 4th General Report on GRETA′s activities (periodo 2013-2014)[14]
- Report concerning the implementation of the Council of Europe Convention on Action against Trafficking in Human Beings by Spain[15]

### Guías
- La prostitución y la trata de seres humanos con fines de explotación sexual. Guía de recursos para periodistas (2016) Ayuntamiento de Madrid.[16][17]
- La prostitución. Claves para reflexionar sobre un problema (2005) APRAMP[18]

- Guía de Identificación de Víctimas de Trata (2009) APRAMP
- La trata con fines de explotación sexual (2011) APRAMP[19]
- Guía Básica para la Identificación, Derivación y Protección de las personas víctimas de trata con fines de explotación[20] (2009) 2 edición. Publicada con la Red Española contra la Trata de Personas.[21]
- Guía de intervención con víctimas de trata para profesionales de la salud. APRAMP[22]
- Guía de Intervención con Víctimas de Trata para Profesionales de la Seguridad del Estado. APRAMP[23]
- Guía de Intervención con Víctimas de Trata para Profesionales de los Medios de Comunicación. APRAMP[24]
- A pie de calle. Actuaciones con menores víctimas de trata (2016) APRAMP[25]